# Andéramboukane
Andéramboukane ist eine Stadt in Mali in der Region Ménaka. Sie liegt an der Grenze zwischen Mali und Niger. Über die Grenze gibt es einen Grenzübergang. Andéramboukane hat ca. 18.000 Einwohner. Die Siedlung befindet sich in der Sahara im Osten Malis.

## Städtepartnerschaften
- Heubach, Deutschland[2]
- Laxou, Frankreich
- Tillia, Niger